# 감정초등학교 (부산)
감정초등학교(甘亭初等學校)는 대한민국 부산광역시 사하구에 위치해 있었던 공립 초등학교이다. 2019년 3월 1일 학생 수 감소를 견디지 못하고 폐교되었으며, 2024년 3월 현재 학교 건물은 철거되고 이 자리에 부산교육역사관이 들어올 예정이다.

## 학교 연혁
- 1980년 5월 10일: 개교
- 2019년 2월 20일: 제39회(마지막회) 졸업식
- 2019년 3월 1일: 폐교, 남은 재학생들은 서천초등학교로 전학[1]

## 참고 자료
- 감정초등학교 - 한국교육학술정보원 학교알리미